# Saarland Trofeo
De Saarland Trofeo, voorheen Trofeo Karlsberg, is een meerdaagse wielerwedstrijd voor junioren in Duitsland. De wedstrijd werd in 1988 opgericht en maakt deel uit van de UCI Juniors Nations' Cup, in de categorie 2.Ncup.
Oud-winnaars van deze koers, die later als prof een mooie carrière zouden hebben, zijn o.a. Bobby Julich, Marcus Burghardt en Michał Kwiatkowski.

## Lijst van winnaars

### Overwinningen per land
| Overwinningen | Land                                                                                      |
| ------------- | ----------------------------------------------------------------------------------------- |
| 10            | Duitsland                                                                                 |
| 5             | Denemarken                                                                                |
| 3             | Verenigde Staten                                                                          |
| 2             | Frankrijk, Noorwegen, Rusland                                                             |
| 1             | Duitse Democratische Republiek, Joegoslavië, Letland, Oostenrijk, Polen, Slovenië, Zweden |